# Schizodontus
Schizodontus är ett släkte av skalbaggar. Schizodontus ingår i familjen långhorningar.
Kladogram enligt Catalogue of Life:
| Schizodontus | \| \| Schizodontus angustus \| \| \| \| \| \| Schizodontus latus \| \| \| \| |
|              | \| \| Schizodontus angustus \| \| \| \| \| \| Schizodontus latus \| \| \| \| |
|              | Schizodontus angustus                                                        |
|              |                                                                              |
|              | Schizodontus latus                                                           |
|              |                                                                              |